# Gumersindo Gomila
Gumersindo Gomila Guasteví (Mahón, Baleares, 27 de agosto de 1905-Perpiñán, 22 de marzo de 1970) fue un poeta y artista español de expresión catalana y occitana.

## Vida
Hijo menor de una familia de cuatro hijos, Gumersindo Gomila nació en Mahón el 27 de agosto de 1905. A su padre, zapatero, le gustaba salir por los campos y la costa a dibujar con los niños. De pequeño, Gumersindo, reservado, a veces caprichoso, mimado por sus hermanas María y Antonia, aprendió a leer muy tarde con su hermana Antònia, maestra de escuela, con quien viviría una proximidad casi fusional hasta la muerte de ésta, unos pocos meses antes de su propia muerte.
Artista autodidacta, Gumersindo perfeccionó sus conocimientos en materia de dibujo y acuarela con el senyor Pax. Con su hermana Antònia, expuso sus primeras obras, esencialmente paisajísticas, en junio de 1924 en el Ateneo científico y literario de Mahón. Tras la muerte repentina de su padre, Gumersindo dejó lo que podía haber sido una carrera de artista local y la isla para instalarse con su madre en Perpiñán donde Antònia acababa de casarse con su primo, Francesc Guasteví, amo del café «Le Continental».
Sin estudios, extranjero en un tiempo difícil, Gumersindo entró a trabajar en el taller del geómetra Noy con quien se aburrió mucho. Cuando salía del trabajo, solía reunirse con activistas culturales de los Pirineros Orientales y Occitania. En los años treinta comenzó a publicar sus primeras poesías así como artículos culturales en revistas locales. Adherente del Felibrisme desde 1930, colaborador-fundador de la revista catalanofrancesa, Nostra Terra en 1936, entró el mismo año en la «Société Agricole Scientifique et Littéraire des Pyrénées-Orientales», llegando a ser su secretario y fue galardonado con la Rosa de Plata en los Jocs Florals de Perpiñán con un poema dedicado a Collioure, tema de su primer poemario, La sorra calenta, publicado por la Societat d'Estudis Occitans en Tolosa de Llenguadoc en 1943. 
Los años cuarenta y cincuenta fueron los de los viajes por Occitania, fuente de inspiración de Llucifer. Llegenda íntima, del activismo cultural y periodístico y de su afirmación como artista, pintor y sobre todo ceramista, en el taller de Sant Vicens que pertenecía entonces a los hermanos Bauby.
En los años 1969, Gumersindo Gomila era ya un poeta famoso, miembro o presidente del jurado de los grandes premios de la poesía en catalán. Como jefe de taller en Sant Vicenç, se beneficiaba de alguna comodidad económica que le permitió publicar Llucifer. Llegenda íntima (Lucifer, leyenda íntima), en 1966, El vent fútil (El viento fútil) y la segunda edición de La sorra calenta (La arena caliente), en 1967, y Els ocells morts (Los pájaros muertos), en 1969.
Gumersindo Gomila murió el 22 de marzo de 1970. En 1984 un libro colectivo, Gumersind Gomila, poeta, y, sobre todo, en 2005, con motivo del centenario de su nacimiento, tres coloquios le rindieron homenaje en Mahón, Perpiñán y Barcelona.

## Obra poética
Leemos en la cubierta de Llucifer. Llegenda íntima: «Gumersind Gomila pinta i escriu per a ell sol.» Esto explica, en parte, la dificultad de acceso a las más de doscientas poesías que escribió y reunió en cuatro volúmenes publicados bajo la ocupación alemana de Francia, para el primero, o con escasísima difusión para los otros tres. La sorra calenta es ya un manifiesto de la poesía gomiliana: una lengua clara y rica, el catalán literario, con influencias de los dialectos menorquín y rosellonés, unas formas clásicas entre poesía catalana y literatura trovadoresca, un espacio poético familiar, inmediato, inspirado en los paisajes dibujados y el amor como fuente de inspiración.
Publicado en Barcelona en 1966 pero concebido más de veinte años atrás mientras viajaba por Occitania, Llucifer. Llegenda íntima reúne ciento quince poesías, o sea la mitad de la poesía gomiliana. Se trata de una oda a Occitania o, mejor dicho, de una gramática del espacio occitán bajo forma de tres cantos desequilibrados y distintamente estructurados, cerrados por un epitafio. El Canto I pasa en Auvernia. El Canto II concierne más de la mitad de los doscientos poemas en Provenza. El Canto III lleva el poeta a Guyana. Todo esto bajo la luz nocturna y natural de las constelaciones, en una oscuridad impuesta por el toque de queda alemán.
Injustamente despreciado por la escasa crítica, El vent fútil reúne, esencialmente, piezas de juventud y algún que otro tesoro como las "Auques del meu pare a Marsella" (Historia de mi padre en Marsella), basadas en un episodio vivido por el poeta en un hotel de mala fama donde alguien había sido asesinado el día anterior. La obra más emocionante es, sin ninguna duda, la última publicada, Els ocells morts, que evoca la infancia bajo el pretexto de los pájaros. El último o, mejor dicho, el penúltimo ya que se ha de deplorar la desaparición de La mort de cada nit, poemario a punto de publicarse, destruido por María, la hermana mayor de Gumersindo Gomila, con quien vivía, y que se había vuelto loca.

## Obra plástica
Se pueden distinguir dos partes dentro de la producción artística gomiliana: la creación personal y el trabajo en el taller de Sant Vicens.  Queda desconocida la primera en espera de la publicación del catálogo razonado por parte del Institut Menorquí d'Estudis para formarse una idea sintética. Son esencialmente dibujos —carboncillo, sanguina, lápices de color, tinta china— y acuarelas, croquis o silueta. Nace un mundo elemental, común con el de la poesía: almendros, pitas, torres, costas, calas y playas. Un mundo desierto que contrasta con las siluetas de tinta china nunca contextualizadas. Los años cuarenta son los de la madurez pictórica con pinturas al óleo de inspiración fauvista. Collioure es la musa y la referencia absoluta. Como en los dibujos, el espacio es a menudo desierto y las ventanas ciegas. Los edificios donde se afirman los tejados rojos contrastan por el calor con el mar de plomo, espeso, enigmático.
En los años 1940, Gumersindo Gomila entró en el taller de Sant-Vicens dirigido por los hermanos Bauby para trabajar la cerámica. Su dominio excepcional de los rojos y la finura de su trazo despertaron el interés de Jean Lurçat que lo consideró como un amigo, ceramista exclusivo, «colaborador» en sentido etimológico ya que Lurçat exigía la presencia de la firma de Gomila a su lado en las grandes producciones comunes como el plafón de la maison de l'ORTF en Estrasburgo. Además, Gumersindo Gomila realizó piezas más humildes (lámparas, fuentes, platos, ceniceros) con firma propia o la de Jean Lurçat como productos artesanales de Sant Vicens. 

### Obras de Gumersindo Gomila
Antologia poètica, sel. P. Gomila y I. Pelegrí, Mahón: IME, Quaderns Xibau de poesia, núm. 12, 2003.
Anthologie poétique, édition et traduction du catalan par M. Bourret, Péronnas: Les Éditions de la Tour Gile, collection catalane n° 10, 2007.
La sorra calenta, Tolosa de LLenguadoc: Societat d'Estudis Occitans, 1943, 2ème édition augmentée, Barcelone : Barcino, 1967.
Llucifer. Llegenda íntima, Barcelona: El Triangle, 1966.
El vent fútil, Barcelona: El Triangle, 1967.
Els ocells morts, Barcelona : El Triangle, 1967, 2ème édition, Mahón: IME, 2005.

### Estudios sobre Gumersindo Gomila y su obra
BOURRET, Michel, « Gumersind Gomila, un poète décalé», in Revue d'Études Catalanes, n° 8-9, Montpellier : AFC-Université Paul-Valéry, 2005-2006, p. 37-63.
BOURRET, Michel, «L'occitanie dans les ténèbres de l'Occupation: Llucifer: Llegenda íntima de Gumersind Gomila» in Marie-Jeanne VERNY (dir.), Max Rouquette et le renouveau de la poésie occitane: la poésie d’oc dans le concert des écritures poétiques européennes, 1930-1960, Montpellier: PULM, collection « Études occitanes», 2009. 
GOMILA, Pere, « El món poètic de Gumersind Gomila » in Gumersind Gomila, Mahón – Perpiñán, 1984, p. 88.
TRIADÚ, Joan et al., Gumersind Gomila, « Retrats 12 », Barcelona : AELC, 2007.
VERDAGUER, Pere, El Rosselló avui, Barcelona: Barcino, 1969.
VERDAGUER, Pere, Poesia rossellonesa del segle XX, Barcelona: Edicions 62, 1976.